# Charles Capper
Charles Capper (1944 – 1er juillet 2021) est un historien américain connu pour ses travaux sur le transcendantalisme et ses biographies de Margaret Fuller.

## Biographie
Capper est diplômé de l'Université Johns-Hopkins et de l'Université de Californie à Berkeley avec une maîtrise et un doctorat en histoire. De 1986 à 2001, il est professeur d'histoire à l'Université de Caroline du Nord à Chapel Hill. En 2001, il devient professeur d'histoire à l'Université de Boston. En 1993, son premier livre, Margaret Fuller : An American Romantic Life, remporte le prix Bancroft. Sept éditions de son volume The American Intellectual Tradition, co-édité avec David Hollinger, sont publiées. Il remporte une Bourse Guggenheim en 1994. En 2002, Capper cofonde la revue Modern Intellectual History avec Nicholas Phillipson et Anthony J. La Vopa. Il est décédé à Minneapolis, Minnesota, le 1er juillet 2021, des complications de la maladie de Parkinson.

## Publications
- Margaret Fuller: An American Romantic Life, Oxford University Press, 1994 (ISBN 978-0-19-509267-7, lire en ligne)
- Margaret Fuller: transatlantic crossings in a revolutionary age, University of Wisconsin Press, 2007 (ISBN 978-0-299-22340-3, lire en ligne)
- Transient and Permanent: The Transcendentalist Movement in Its Contexts, Massachusetts Historical Society, 1999 (ISBN 978-0-934909-76-1, lire en ligne )
- The American Intellectual Tradition, 5th, 2006 (ISBN 978-0-19-518339-9)
- Anthony J. La Vopa, Nicholas Phillipson, Charles Capper, eds. Modern Intellectual History.  (ISSN 1479-2443)